# Overcome (album Alexandry Burke)
Overcome - debiutancki album studyjny brytyjskiej piosenkarki R&B Alexandry Burke. W Wielkiej Brytanii został wydany 19 października 2009, natomiast w Polsce 1 marca 2010. Na album trafiło trzynaście kompozycji, w tym dwa duety: z Flo-Ridą „Bad Boys” i Ne-Yo „Good Night Good Morning”. Pierwszym singlem promującym płytę została piosenka „Bad Boys”. Album otrzymał w większości pozytywne opinie.

## Produkcja
W grudniu 2008 r. Burke wygrała piątą edycję brytyjskiego show The X Factor. Nagrodą był jednomilionowy kontrakt z wytwórnią Syco. Pierwszy singel Alexandry - cover piosenki Leonarda Cohena „Hallelujah” został wydany 17 grudnia 2008 r. i został świątecznym numerem jeden na brytyjskich listach przebojów.
Data premiery albumu planowana była na marzec 2009 roku, została ona jednak przesunięta na jesień tego samego roku. Jak podawała wytwórnia w której nagrywa Burke, wciąż brakowało wtedy odpowiednich piosenek, które mogłaby zaśpiewać wokalistka.
13 lutego 2009 Alexandra oficjalnie podpisała kontrakt nagraniowy z wytwórnią Epic Records wart 3,5 miliona dolarów, obejmując produkcje pięciu solowych albumów Burke.
Nad swoim debiutanckim albumem Alexandra pracowała z takimi producentami jak: Ne-Yo, RedOne, ELEMENT, StarGate, ale także z piosenkarzem Taio Cruz, który powiedział, że: „wokale Alexandry brzmią wspaniale”.

## Single
- „Hallelujah” - debiutancki singel, cover piosenki Leonarda Cohena. Został wydany

przez dystrybucję cyfrową. Dotarł do pierwszego miejsca na liście UK Singles Chart i stał się świątecznym numerem jeden.
- „Bad Boys” - główny singel promujący płytę, wydany 12 października 2009. Jest to duet z raperem Flo Ridą. Podobnie jak wcześniejszy singel dotarł na szczyt brytyjskiej listy przebojów.
- „Broken Heels” - drugi singel promujący płytę, wydany 18 stycznia 2010. Dotarł do #8 miejsca na UK Singles Chart.
- „All Night Long” - trzeci singel promujący płytę.
- „Start Without You” - czwarty singel promujący płytę
- „The Silence” - piąty singel promujący płytę

## Lista utworów
| #   | Tytuł                                    | Kompozytorzy                                                                                       | Producent                                              | Czas |
| --- | ---------------------------------------- | -------------------------------------------------------------------------------------------------- | ------------------------------------------------------ | ---- |
| 1.  | „Bad Boys” (duet z Flo-Ridą)             | Melvin K. Watson Jr., Larry Summerville Jr., Busbee, Lauren Evans, Alexander James, Tramar Dillard | The Phantom Boyz                                       | 3:26 |
| 2.  | „Good Night Good Morning” (duet z Ne-Yo) | Shaffer Smith, Mikkel S. Eriksen, Tor Erik Hermansen                                               | StarGate, Ne-Yo                                        | 3:37 |
| 3.  | „The Silence”                            | RedOne, Bilal Hajji, Savan Kotecha                                                                 | RedOne                                                 | 4:01 |
| 4.  | „All Night Long”                         | Rico Love, James Scheffer, Samuel Watters, Louis Biancaniello                                      | Louis Biancaniello, Sam Watters, Jim Jonsin, Rico Love | 4:23 |
| 5.  | „Bury Me (6 Feet Under)”                 | Hitesh Ceon, Kim Ofstad, Andrea Martin, Hermansen                                                  | ELEMENT                                                | 3:33 |
| 6.  | „Broken Heels”                           | RedOne, Hajji, Kotecha                                                                             | RedOne                                                 | 4:09 |
| 7.  | „Dumb”                                   | RedOne, Hajji, Kotecha, Martin Kierszenbaum                                                        | RedOne                                                 | 3:22 |
| 8.  | „Overcome”                               | Watters, Biancaniello, Andre Merritt                                                               | Louis Biancaniello, Sam Watters                        | 3:53 |
| 9.  | „Gotta Go”                               | Aeon Manahan, Herbie Crichlow, Kotecha, Wayne Wilkins                                              | Wayne Wilkins, Step                                    | 4:00 |
| 10. | „You Broke My Heart”                     | Steve Booker, Niara Scarlett, Victoria Lott                                                        | Steve Booker                                           | 3:37 |
| 11. | „Nothing But the Girl”                   | Smith, Eriksen, Hermansen, Will Kennard, Saul Milton                                               | StarGate, Ne-Yo, Chase & Status                        | 3:37 |
| 12. | „They Don't Know”                        | Brian Kennedy Seals, James Fauntleroy II                                                           | Brian Kennedy                                          | 3:13 |
| 13. | „Hallelujah” (utwór bonusowy)            | Leonard Cohen                                                                                      | Quiz & Larossi                                         | 3:37 |

## Pozycje na listach
| Lista (2009)                      | Pozycja | Certyfikat |
| --------------------------------- | ------- | ---------- |
| Europa - Eurochart Top 100 Albums | 7       |            |
| Irlandia - Irish Album Charts     | 2       | 3x Platyna |
| Wielka Brytania - UK Albums Chart | 1       | 2x Platyna |

## Historia wydania
| Region            | Data wydania         | Format               | Wytwórnia    |
| ----------------- | -------------------- | -------------------- | ------------ |
| Irlandia          | 16 października 2009 | CD, Digital download | Syco         |
| Wielka Brytania   | 19 października 2009 | CD, Digital download | Syco         |
| Szwajcaria        | 15 lutego 2010       | CD, Digital download | Sony BMG     |
| Austria           | 19 lutego 2010       | CD, Digital download | Sony BMG     |
| Niemcy            | 19 lutego 2010       | CD, Digital download | Sony BMG     |
| Holandia          | 19 lutego 2010       | CD, Digital download | Sony BMG     |
| Francja           | 19 lutego 2010       | CD, Digital download | Sony BMG     |
| Luksemburg        | 19 lutego 2010       | CD, Digital download | Sony BMG     |
| Włochy            | 26 lutego 2010       | CD, Digital download | Sony BMG     |
| Polska            | 1 marca 2010         | CD, Digital download | Sony BMG     |
| Stany Zjednoczone | 12 marca 2010        | CD, Digital download | Epic Records |